# Guillermo García López
Dit is een Spaanse naam; García is de vadernaam en López is de moedernaam.
Guillermo García López (La Roda, Spanje, 4 juni 1983) is een professioneel Spaans tennisser. Hij startte zijn professionele tenniscarrière in 2002.
Guillermo is goed bevriend met zijn landgenoot Juan Carlos Ferrero. Beiden trainen vaak aan de JC Ferrero Equelite Tennis Academy in Villena, Spanje. Anno 2010 wordt hij gecoacht door Juan Manuel Esparcia Clemente.

## Palmares
| Legenda                       | Legenda               |
| ----------------------------- | --------------------- |
| Grand Slam                    |                       |
| Olympische Spelen             |                       |
| tot 2009                      | vanaf 2009            |
| Tennis Masters Cup            | ATP Finals            |
| ATP Masters Series            | ATP Tour Masters 1000 |
| ATP International Series Gold | ATP Tour 500          |
| ATP International Series      | ATP Tour 250          |

### Enkelspel
| Nr.                  | Datum             | Toernooi            | Ondergrond    | Tegenstander in finale | Score            | Details |
| -------------------- | ----------------- | ------------------- | ------------- | ---------------------- | ---------------- | ------- |
| Gewonnen finales     |                   |                     |               |                        |                  |         |
| 1.                   | 23 mei 2009       | ATP Kitzbühel       | Gravel        | Julien Benneteau       | 3-6, 7-61, 6-3   | Details |
| 2.                   | 3 oktober 2010    | ATP Bangkok         | Hartcourt (i) | Jarkko Nieminen        | 6-4, 3-6, 6-4    | Details |
| 3.                   | 13 april 2014     | ATP Casablanca      | Gravel        | Marcel Granollers      | 5-7, 6-4, 6-3    | Details |
| 4.                   | 8 februari 2015   | ATP Zagreb          | Hardcourt (i) | Andreas Seppi          | 7-6(4), 6-3      | Details |
| 5.                   | 26 april 2015     | ATP Boekarest       | Gravel        | Jiří Veselý            | 7-6(5), 7-6(11)  | Details |
| Verloren finales     |                   |                     |               |                        |                  |         |
| 1.                   | 19 juni 2010      | ATP Eastbourne      | Gras          | Michaël Llodra         | 5-7, 2-6         | Details |
| 2.                   | 28 april 2013     | ATP Boekarest       | Gravel        | Lukáš Rosol            | 3-6, 2-6         | Details |
| 3.                   | 22 september 2013 | ATP Sint-Petersburg | Hardcourt (i) | Ernests Gulbis         | 6-3, 4-6, 0-6    | Details |
| 4.                   | 4 oktober 2015    | ATP Shenzhen        | Hardcourt     | Tomáš Berdych          | 3-6, 6-7(7)      | Details |
| Gewonnen challengers |                   |                     |               |                        |                  |         |
| 1.                   | 10 juli 2006      | Scheveningen        | Gravel        | Albert Montañés        | 0-6, 6-3, 6-4    |         |
| 2.                   | 5 november 2007   | Tunis               | Gravel        | Michael Lammer         | 6-4, 7-63µ       |         |
| 3.                   | 23 juli 2017      | Scheveningen        | Gravel        | Ruben Bemelmans        | 6-1, 6-7(3), 6-2 |         |
| 4.                   | 14 oktober 2017   | Tashkent            | Hardcourt     | Kamil Majchrzak        | 6-1, 7-6(1)      |         |

### Dubbelspel
| Nr.                          | Datum          | Toernooi      | Ondergrond    | Partner           | Tegenstanders in finale                   | Score             | Details |
| ---------------------------- | -------------- | ------------- | ------------- | ----------------- | ----------------------------------------- | ----------------- | ------- |
| Gewonnen finales herendubbel |                |               |               |                   |                                           |                   |         |
| 1.                           | 8 januari 2010 | ATP Doha      | Hardcourt     | Albert Montañés   | František Čermák Michal Mertiňák          | 6-4, 7-5          | Details |
| 2.                           | 2 maart 2014   | ATP São Paulo | Gravel (i)    | Philipp Oswald    | Juan Sebastián Cabal Robert Farah Maksoud | 5-7, 6-4, [15-13] | Details |
| Verloren finales herendubbel |                |               |               |                   |                                           |                   |         |
| 1.                           | 30 juli 2006   | ATP Umag      | Gravel        | Albert Portas     | Jaroslav Levinský David Škoch             | 4-6, 4-6          | Details |
| 2.                           | 22 juli 2007   | ATP Stuttgart | Gravel        | Fernando Verdasco | František Čermák Leoš Friedl              | 4-6, 4-6          | Details |
| 3.                           | 4 oktober 2009 | ATP Bangkok   | Hardcourt (i) | Mischa Zverev     | Eric Butorac Rajeev Ram                   | 6-7(4), 3-6       | Details |
| 4.                           | 28 juli 2013   | ATP Gstaad    | Gravel        | Pablo Andújar     | Jamie Murray John Peers                   | 3-6, 4-6          | Details |
| 5.                           | 13 juli 2014   | ATP Stuttgart | Gravel        | Philipp Oswald    | Mateusz Kowalczyk Artem Sitak             | 6-2, 1-6, [7-10]  | Details |

## Resultaten grote toernooien
| Legenda | Legenda                          |
| ------- | -------------------------------- |
| g.t.    | geen toernooi gehouden           |
| l.c.    | lagere categorie                 |
| –       | niet deelgenomen                 |
| G       | uitgeschakeld in de groepsfase   |
| 1R      | uitgeschakeld in de eerste ronde |
| 2R      | uitgeschakeld in de tweede ronde |
| 3R      | uitgeschakeld in de derde ronde  |
| 4R      | uitgeschakeld in de vierde ronde |
| KF      | uitgeschakeld in de kwartfinale  |
| HF      | uitgeschakeld in de halve finale |
| F       | de finale verloren               |
| W       | het toernooi gewonnen            |
| w-v     | winst/verlies-balans             |

### Enkelspel
| toernooi             | 2004 | 2005 | 2006 | 2007 | 2008 | 2009 | 2010 | 2011 | 2012 | 2013 | 2014 | 2015 | 2016 | 2017 | 2018 | 2019 |
| -------------------- | ---- | ---- | ---- | ---- | ---- | ---- | ---- | ---- | ---- | ---- | ---- | ---- | ---- | ---- | ---- | ---- |
| grandslamtoernooien  |      |      |      |      |      |      |      |      |      |      |      |      |      |      |      |      |
| Australian Open      | –    | 2R   | 2R   | 2R   | 3R   | 2R   | 1R   | 3R   | 1R   | 1R   | 2R   | 4R   | 3R   | 1R   | 2R   | 1R   |
| Roland Garros        | 2R   | 1R   | 1R   | 2R   | 2R   | 1R   | 2R   | 3R   | 1R   | 1R   | 4R   | 1R   | 2R   | 3R   | 2R   | 1R   |
| Wimbledon            | –    | 2R   | 2R   | 1R   | 3R   | 2R   | 1R   | 2R   | 2R   | 1R   | 1R   | 1R   | 1R   | –    | 2R   | –    |
| US Open              | –    | 1R   | 1R   | 1R   | 2R   | 2R   | 2R   | 2R   | 2R   | 1R   | 2R   | 3R   | 1R   | –    | –    | 1R   |
| ATP Masters 1000     |      |      |      |      |      |      |      |      |      |      |      |      |      |      |      |      |
| Indian Wells         | –    | –    | –    | 3R   | 2R   | 1R   | 4R   | 2R   | 3R   | –    | –    | 2R   | 2R   | 1R   | –    | –    |
| Miami                | –    | –    | –    | 2R   | 1R   | 1R   | 2R   | 2R   | 2R   | –    | 3R   | 3R   | 2R   | –    | 2R   | –    |
| Monte Carlo          | –    | 1R   | –    | 3R   | –    | –    | 1R   | 2R   | –    | –    | KF   | –    | 2R   | 1R   | 2R   | –    |
| Madrid               | l.c. | l.c. | l.c. | l.c. | l.c. | 1R   | 3R   | 3R   | 2R   | 1R   | 2R   | 1R   | 1R   | 1R   | 1R   | –    |
| Rome                 | –    | –    | –    | –    | –    | –    | 3R   | 1R   | 2R   | –    | –    | 3R   | 2R   | –    | –    | –    |
| Hamburg              | –    | –    | 2R   | 1R   | –    | l.c. | l.c. | l.c. | l.c. | l.c. | l.c. | l.c. | l.c. | l.c. | l.c. | l.c. |
| Montreal/Toronto     | –    | –    | –    | –    | –    | 1R   | –    | –    | –    | –    | 1R   | –    | –    | –    | –    | –    |
| Cincinnati           | –    | –    | –    | –    | –    | 3R   | –    | 1R   | –    | –    | 1R   | –    | –    | –    | 2R   | –    |
| Shanghai             | l.c. | l.c. | l.c. | l.c. | l.c. | 1R   | KF   | 2R   | –    | –    | 1R   | 1R   | 1R   | –    | –    |      |
| Parijs               | –    | –    | –    | –    | –    | –    | –    | 2R   | 1R   | –    | 1R   | 1R   | –    | –    | –    |      |
| statistieken         |      |      |      |      |      |      |      |      |      |      |      |      |      |      |      |      |
| totaal aantal titels | 0    | 0    | 0    | 0    | 0    | 1    | 1    | 0    | 0    | 0    | 1    | 2    | 0    | 0    | 0    | 0    |
| eindejaarsranking    | 129  | 91   | 68   | 90   | 62   | 41   | 33   | 39   | 76   | 62   | 36   | 27   | 70   | 70   |      |      |

### Dubbelspel
| toernooi             | 2004 | 2005 | 2006 | 2007 | 2008 | 2009 | 2010 | 2011 | 2012 | 2013 | 2014 | 2015 | 2016 | 2017 | 2018 | 2019 |
| -------------------- | ---- | ---- | ---- | ---- | ---- | ---- | ---- | ---- | ---- | ---- | ---- | ---- | ---- | ---- | ---- | ---- |
| grandslamtoernooien  |      |      |      |      |      |      |      |      |      |      |      |      |      |      |      |      |
| Australian Open      | 1R   | –    | –    | 1R   | 1R   | 1R   | –    | 1R   | 2R   | 1R   | 3R   | 2R   | 1R   | HF   | 3R   | 3R   |
| Roland Garros        | –    | –    | –    | 2R   | –    | 2R   | 1R   | 1R   | 1R   | 1R   | 2R   | 3R   | 1R   | 1R   | 2R   | –    |
| Wimbledon            | –    | –    | –    | 1R   | –    | 1R   | 1R   | 1R   | 1R   | 1R   | 1R   | 2R   | 1R   | –    | 1R   | –    |
| US Open              | –    | –    | 1R   | –    | 1R   | 3R   | 1R   | 1R   | 2R   | 1R   | 3R   | 1R   | F    | –    | –    | –    |
| ATP Masters 1000     |      |      |      |      |      |      |      |      |      |      |      |      |      |      |      |      |
| Indian Wells         | –    | –    | –    | –    | –    | –    | –    | 1R   | –    | –    | –    | 1R   | –    | –    | –    | –    |
| Miami                | –    | –    | –    | –    | –    | –    | 1R   | 1R   | –    | –    | 1R   | 2R   | –    | –    | –    | –    |
| Monte Carlo          | –    | –    | –    | –    | –    | –    | 1R   | 1R   | –    | –    | –    | –    | –    | 1R   | –    | –    |
| Madrid               | l.c. | l.c. | l.c. | l.c. | l.c. | 1R   | –    | –    | –    | –    | –    | –    | –    | –    | –    | –    |
| Rome                 | –    | –    | –    | –    | –    | –    | –    | 2R   | –    | –    | –    | 2R   | –    | –    | –    | –    |
| Montreal/Toronto     | –    | –    | –    | –    | –    | –    | –    | –    | –    | –    | 2R   | –    | –    | –    | –    | –    |
| Cincinnati           | –    | –    | –    | –    | –    | –    | –    | –    | –    | –    | 2R   | –    | –    | –    | –    | –    |
| Shanghai             | l.c. | l.c. | l.c. | l.c. | l.c. | –    | –    | –    | –    | –    | –    | 1R   | –    | –    | –    |      |
| Parijs               | –    | –    | –    | –    | –    | –    | –    | –    | –    | –    | –    | 1R   | –    | –    | –    |      |
| olympisch            |      |      |      |      |      |      |      |      |      |      |      |      |      |      |      |      |
| Olympische Spelen    | –    | g.t. | g.t. | g.t. | –    | g.t. | g.t. | g.t. | –    | g.t. | g.t. | g.t. | –    | g.t. | g.t. | g.t. |
| statistieken         |      |      |      |      |      |      |      |      |      |      |      |      |      |      |      |      |
| totaal aantal titels | 0    | 0    | 0    | 0    | 0    | 0    | 1    | 0    | 0    | 0    | 1    | 0    | 1    | 0    | 0    | 0    |
| eindejaarsranking    | 344  | 671  | 143  | 200  | 274  | 134  | 164  | 184  | 182  | 335  | 49   | 87   | 46   | 84   |      |      |